# Concerto for Group and Orchestra
Concerto for Group and Orchestra je první album druhé sestavy (Mk II) britské hardrockové skupiny Deep Purple. V USA vyšlo v prosinci 1969 a v Anglii o měsíc později. Snahy o propojení zvuku rockové kapely a symfonického orchestru byly na přelomu 60. a 70. let poměrně dost populární. Do této módy zapadá i album Concerto for Group and Orchestra. Přináší koncepční dílo klávesisty a skladatele Jona Lorda, naživo zaznamenané 24. září 1969 v londýnské Royal Albert Hall. Jde o zajímavou, hudebně však ne moc převratnou kompozici. Možnosti rockové kapely a orchestru jsou využívané až příliš odděleně, namísto toho, aby vytvářely vzájemně dokonale propojený kompaktní celek. Album je docela vydařený hudební experiment a rarita.
Na přelomu 60. a 70. let se v Británii prosadil trend zakomponovávat do moderní hudby prvky klasiky. Mezi průkopníky tohoto směru se bezpochyby řadili Yes a tímto albem se nakrátko k tomuto proudu přidali také Deep Purple. Concerto for Group and Orchestra bylo srdeční záležitostí Jona Lorda, který na tomto projektu spojení vážné a rockové hudby pracoval několik let. Setkal se však s nepochopením, neboť pro většinu fanoušků byly dlouhé minuty orchestrální hudby občas přecházející v rockové melodie těžko stravitelné. Zaniklo v nich tak jinak skvělé kytarové představení Ritchieho Blackmora i Gillanova píseň utopená uprostřed druhého dějství. Celkový zdlouhavý dojem nemohlo zachránit ani poměrně svěží třetí dějství.

## Skladby

### Originální LP verze
- strana A

1. „First Movement: Moderato-Allegro“ (Jon Lord) - 18:52
2. „Second Movement: Andante (část 1)“ (Lord, text: Ian Gillan) - 6:35

- strana B

1. „Second Movement: Andante (část 2)“ (Lord, text: Gillan) - 12:27
2. „Third Movement: Vivace-Presto“ (Lord) - 15:33

### CD verze (1991)
1. „Wring That Neck“ (Ritchie Blackmore/Jon Lord/Nick Simper/Ian Paice) - 12:51
2. „Child in Time“ (Blackmore/Ian Gillan/Roger Glover/Lord/Paice) - 12:27
3. Concerto for Group and Orchestra - „First Movement: Moderato-Allegro“ (Lord) - 19:06
4. Concerto for Group and Orchestra - „Second Movement: Andante“ (Lord, text: Gillan) - 19:01
5. Concerto for Group and Orchestra - „Third Movement: Vivace-Presto“ (Lord) - 15:24

## Sestava
- Ritchie Blackmore - kytara
- Ian Gillan - zpěv
- Roger Glover - baskytara
- Jon Lord - klávesy
- Ian Paice - bicí
- Royal Phillharmonic Orchestra pod dirigentskou taktovkou Malcolma Arnolda

Album bylo nahráno s pomocí nahrávacího studia De Lane Lea pod vedením Dava Siddla a Martina Bircha.